# Panchajani
U hinduističkoj mitologiji, Panchajani (Pāncajanī) jedna je od božica (devi) te majka mnogih bogova i božica. Jedna je od supruga boga Dakshe (दक्ष).

## Etimologija
Panchajanino ime znači „načinjena od pet elemenata”.

## Mitologija
Brahmin sin Dakṣa oženio je Panchajani te su iz njihove svete veze rođeni sinovi i kćeri. Dakṣa je zatražio od sinova da stvore još živih bića.
Panchajanine su najslavnije kćeri Aditi (majka deva), Diti (majka asura), Kṛttikā i Rohini (omiljena žena boga Mjeseca, Chandre).